# Kirara Shiraishi
Kirara Shiraishi (jap. 白石 黄良々 Kirara Shiraishi; ur. 31 maja 1996 w Nomi) – japoński lekkoatleta specjalizujący się w biegach sprinterskich. 
Na mistrzostwach świata w Dosze w 2019 roku biegnąc na drugiej zmianie w sztafecie 4 × 100 metrów zdobył brązowy medal oraz ustanowił czasem 37,43 rekord Azji.
Rekordy życiowe: 100 m – 10,19 (28 kwietnia 2019, Hiroszima); 200 m – 20,27 (17 sierpnia 2019, Fukui).

## Osiągnięcia
| Rok  | Impreza            | Miejsce  | Konkurencja        | Pozycja    | Wynik           |
| ---- | ------------------ | -------- | ------------------ | ---------- | --------------- |
| 2019 | IAAF World Relays  | Jokohama | sztafeta 4 x 200 m | 5. miejsce | 1:22,67 (elim.) |
| 2019 | Mistrzostwa świata | Doha     | bieg na 200 m      | eliminacje | 20,62           |
| 2019 | Mistrzostwa świata | Doha     | sztafeta 4 × 100 m | 3. miejsce | 37,43           |